# Редвіц-ан-дер-Родах
Редвіц-ан-дер-Родах (нім. Redwitz an der Rodach) — громада в Німеччині, розташована в землі Баварія. Підпорядковується адміністративному округу Верхня Франконія. Входить до складу району Ліхтенфельс. Центр об'єднання громад Редвіц-ан-дер-Родах.
Площа — 14,66 км2. Населення становить 3397 ос. (станом на 31 грудня 2020).

## Галерея

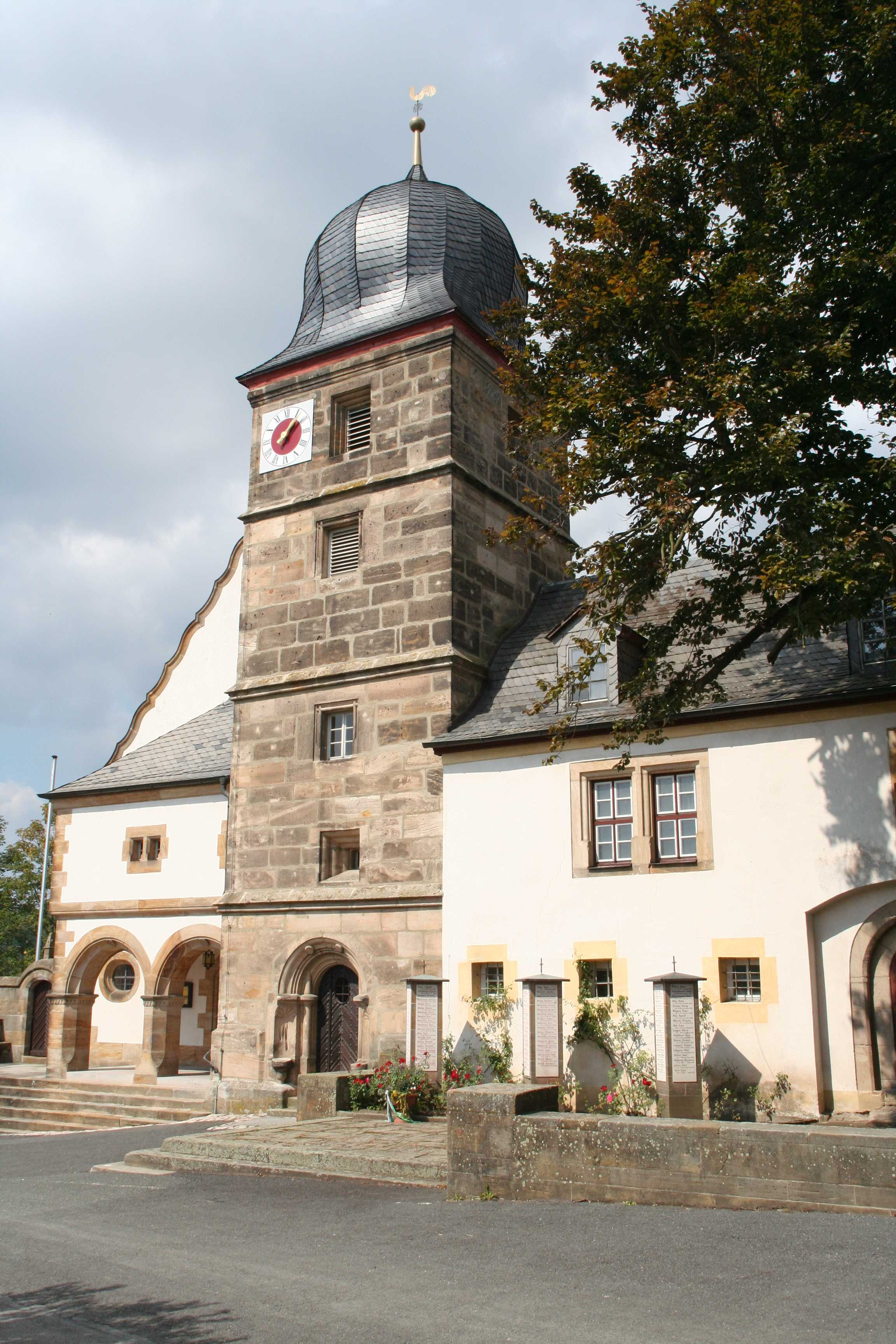
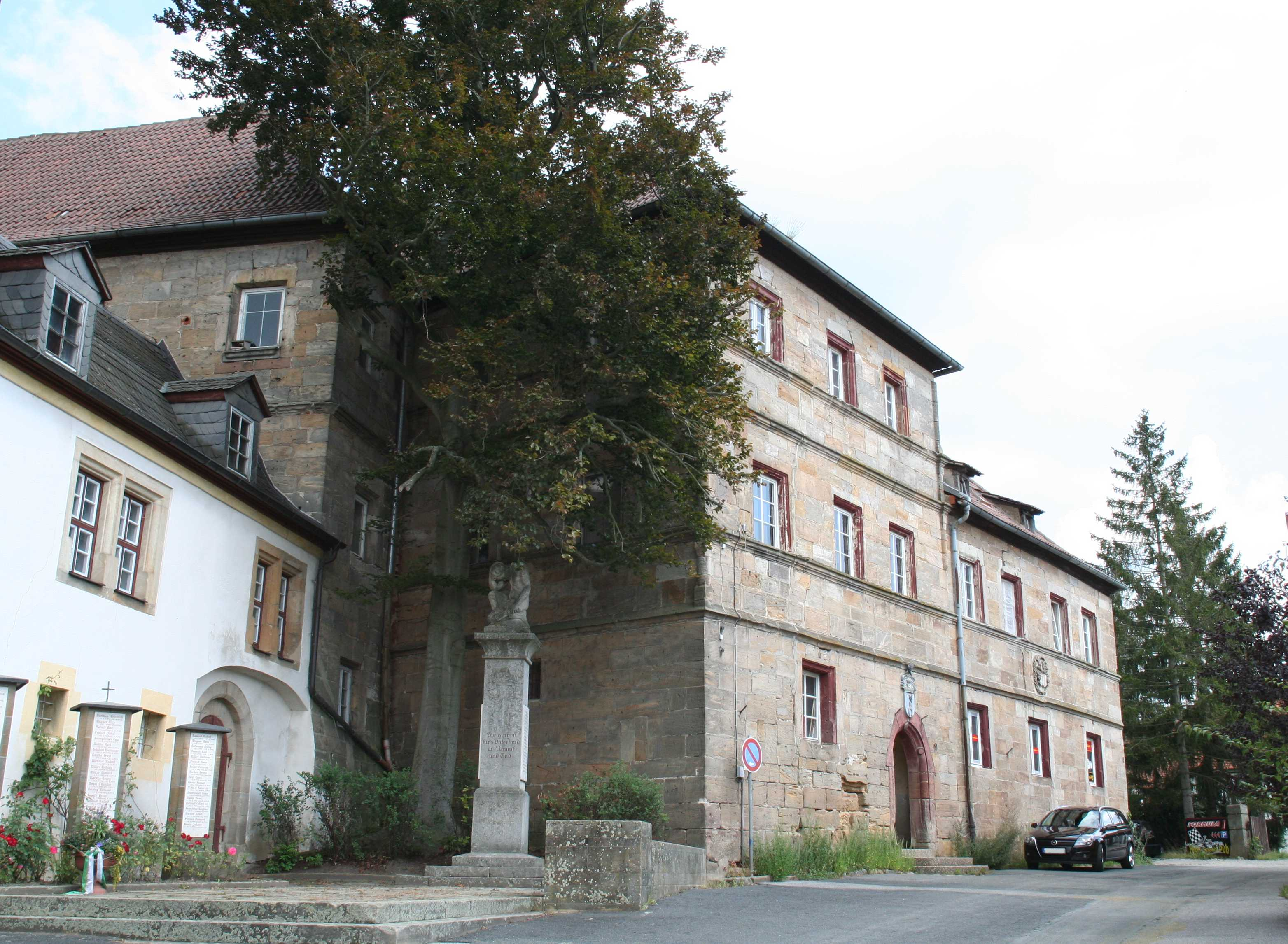